# الزاوية العابدية
الزاوية العابدية هي بلدة وبلدية في دائرة تقرت في ولاية تقرت في الجزائر. وفقًا لتعداد عام 2025 بلغ عدد سكانها 31457 نسمة، ويبلغ معدل النمو السكاني السنوي 2.7٪. تشكل الجزء الشمالي من منطقة تقرت الحضرية ، من أحيائها : خمسة جويلية ، خلوة ، السلام ....إلخ ، يمر عبرها الطريق الوطني رقم 3 بمسافة 1.5 كم و الطريق الولائي 306 بمسافة 6 كم .